# Fittaree Khadearee

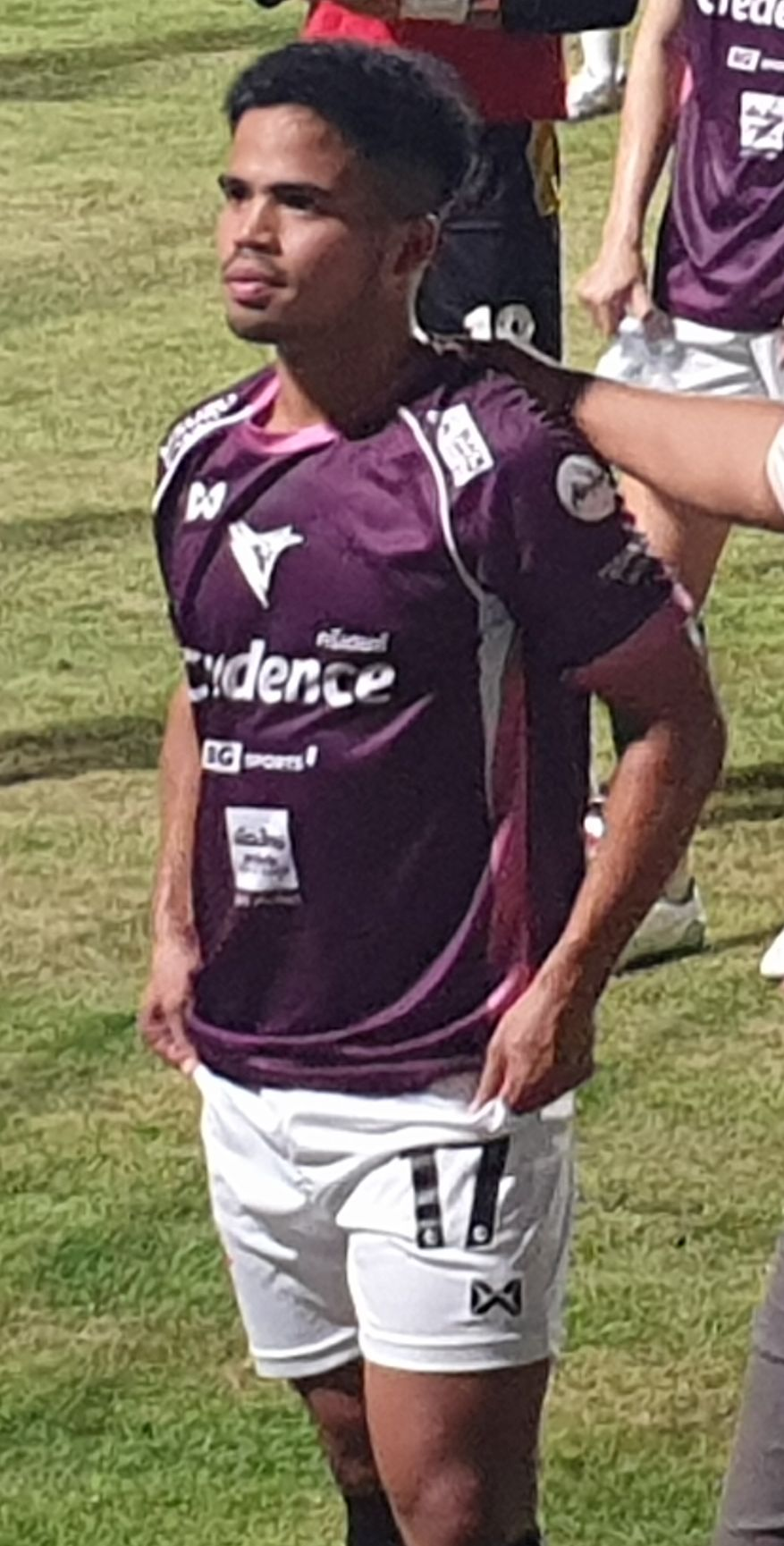
FITTAREE KHADEAREE, Chainat Hornbill FC, im Auswaertsspiel bei Pattaya United, 16. August 2025, 1. Spieltag, Thai League 2

Fittaree Khadearee (thailändisch ฟิตรี ขะเดหรี, * 17. November 2002) ist ein thailändischer Fußballspieler.

## Karriere
Fittaree Khadearee erlernte das Fußballspielen in der Jugendmannschaft vom Chainat Hornbill FC. Die erste Mannschaft spielte in der zweiten Liga, der Thai League 2. Sein Pflichtspieldebüt gab er am 27. Oktober 2021 im FA Cup in der ersten Runde gegen den Drittligisten Pattaya Dolphins United. Hier wurde er nach der Halbzeitpause für Apichaok Seerawong eingewechselt. Die Dolphins gewannen das Spiel 3:2. Sein Debüt in der zweiten Liga gab er am 13. August 2022 (1. Spieltag) im Heimspiel gegen den Zweitligaaufsteiger Krabi FC. Hier wurde er in der 90. Minute für Warinthon Jamnongwat eingewechselt. Chainat gewann das Spiel durch das Tor von Kritsada Sriwanit mit 1:0.